# Ematurga pseudoglareata
Ematurga pseudoglareata là một loài bướm đêm trong họ Geometridae.